# Malina Weissman
Pour les articles homonymes, voir Weissman.
Malina Weissman est une actrice et mannequin américaine née à New York le 12 mars 2003.
Elle est notamment connue pour ses rôles d’April O'Neil, jeune dans Ninja Turtles, de Kara Zor-El jeune dans Supergirl et de Violette Baudelaire dans Les Désastreuses Aventures des orphelins Baudelaire.

## Biographie

### Débuts de carrière précoces
Malina Weissman commence sa carrière en tant que mannequin à l’âge de 8 ans dans l’agence employant alors sa mère. Elle travaille avec plusieurs marques parmi lesquelles Calvin Klein, Ralph Lauren, Levi's, Benetton, Donna Karan et H&M,.
En tant qu’actrice, elle apparaît dans des spots publicitaires d’ACT mouthwash, Maybelline, Purell et My Little Pony.
Elle commence sa carrière cinématographique en 2014 avec le rôle d'April O'Neil jeune dans le film de science-fiction américain Ninja Turtles dont le rôle adulte est tenu par Megan Fox,.
En 2015, elle interprète Kara Zor-El jeune dans la série télévisée Supergirl produite par CBS, Melissa Benoist jouant le personnage adulte,.
En 2016, Melina Weissman participe au film Thirsty et interprète aussi le rôle de Rebecca Brand dans la comédie Ma vie de chat aux côtés de Kevin Spacey et Jennifer Garner.
L'année 2017 marque ses débuts dans le rôle de Violette Baudelaire dans la série Les Désastreuses Aventures des orphelins Baudelaire produite par Netflix. La série est une adaptation de la série littéraire du même nom de Lemony Snicket, pseudonyme de Daniel Handler. Soutenue par la critique, ce show lui permet d'occuper un rôle au premier plan et dure trois saisons, dont la diffusion est répartie jusqu'en 2019 sur la plateforme de vidéo à la demande.
En 2022, elle fait une apparition dans le clip vidéo d'Ayla D'Lyla pour sa chanson "Money". La même année, elle tient un bref rôle dans un épisode de la troisième saison de la série Evil. Elle est annoncée comme faisant partie du casting pour le film d'horreur The Hermit, en cours de production,.

### Vie privée
Sa langue maternelle est l'anglais. Elle parle couramment l'espagnol, le français et l'allemand.

## Filmographie

### Cinéma

#### Longs métrages
- 2014 : Ninja Turtles (Teenage Mutant Ninja Turtles) de Jonathan Liebesman : April O'Neil, jeune
- 2016 : Thirsty de Margo Pelletier : la jeune fille en rose
- 2016 : Ma vie de chat (Nine Lives) de Barry Sonnenfeld : Rebecca Brand

### Télévision

#### Séries télévisées
- 2015 : Difficult People (en) : Renee Epstein (2 épisodes)
- 2015 - 2017 : Supergirl : Kara Danvers / Supergirl / Kara Zor-El, jeune (8 épisodes)
- 2017 - 2019 : Les Désastreuses Aventures des orphelins Baudelaire : Violette Baudelaire (25 épisodes)